# Gangsteri (2009.)
Gangsteri (eng. Public Enemies) američki je kriminalistički film iz 2009. scenarista i redatelja Michaela Manna. Smješten u eru Velike depresije, fokusira se na istinitu priču o pokušaju agenta FBI-a Melvina Purvisa da zaustavi kriminalce Johna Dillingera, Baby Face Nelsona i Pretty Boy Floyda. Film je adaptacija knjige Bryana Burrougha Public Enemies: America's Greatest Crime Wave and the Birth of the FBI, 1933–34. Christian Bale pojavljuje se u ulozi agenta FBI-a Purvisa, Johnny Depp kao Dillinger, Marion Cotillard kao Dillingerova djevojka Billie Frechette, Stephen Graham kao Nelson, a Channing Tatum kao Floyd.
Premijerno prikazan 1. srpnja 2009., film je naišao na uglavnom pozitivne recenzije. Kritiziran je zbog nekih povijesnih netočnosti, što je priznao i autor knjige, ali i dodao kako je toga bio svjestan i tijekom pisanja scenarija te da su se knjiga i film najbliže približili onome što su producenti tražili.

## Radnja
Film počinje 1933. kad Johna Dillingera njegov prerušeni partner, John "Red" Hamilton, dovodi u državni zatvor u Indiani. Dillinger i Hamilton svladavaju nekoliko čuvara i oslobađaju članove svoje bande među kojima su i Charles Makley i Harry Pierpont. Bijeg ide po planu sve dok član bande Ed Shouse ne pretuče čuvara nasmrt. Dok banda pokušava izaći iz zatvora, dolazi do vatrenog obračuna. Dillingerov je prijatelj i mentor Walter Dietrich ubijen, a bijesni Dillinger izbaci Shousea iz auta. Ostatak se bande povlači u skrovište na farmi gdje ih korumpirani policajac Martin Zarkovich nagovara da se skriju u Chicagu, gdje će im utočište pružiti domaća mafija.
U East Liverpoolu u Ohiju, Melvin Purvis s nekoliko agenata FBI-a i policajcima iz East Liverpoola hvata Pretty Boy Floyda. Purvis ubija Floyda, a nakon toga dobiva promociju od J. Edgara Hoovera, koji pokušava pretvoriti FBI u nacionalnu policijsku agenciju koja bi predvodila lov na Johna Dillingera, proglašavajući prvi nacionalni "Rat protiv kriminala".
Između niza pljački banaka, uključujući onu nasilnu u First National Bank u East Chicagu u Indiani, gdje Dillinger ubija mjesnog policajca, Dillinger u restoranu upoznaje Billie Frechette te je osvaja kupivši joj krzneni kaput. Frechette se zaljubljuje u Dillingera čak i prije nego što joj on kaže tko je, a par uskoro postaje nerazdvojan.
Melvin Purvis predvodi neuspjeli prepad na hotel za koji misli kako je u njemu odsjeo Dillinger. Agenta ubija jedan od gostiju hotela. Nakon što je ubojica pobjegao, Purvis shvaća kako to nije bio Dillinger nego Baby Face Nelson. Nakon ovog incidenta, Purvis zatraži od Hoovera da dovede profesionalne utjerivače pravde koji će znati uhvatiti kriminalce žive ili mrtve.
Policija konačno pronalazi Dillingera i uhićuje ga zajedno s njegovom bandom u Tucsonu. Purvis stiže te večeri i nakratko porazgovara s Dillingerom; Dillinger pokuša procijeniti Purvisa i uspijeva ga iživcirati pričom kako je Nelson ubio agenta. Dillinger biva poslan u zatvor Okruga Lake u Crown Pointu u Indiani, gdje ga privodi šerif Lillian Holley. Dillinger i nekoliko zatvorenika izrezbare lažne drvene pištolje i iskoriste ih kako bi pobjegli iz zatvora. Dillinger se ne uspijeva naći s Frechette, koja je pod strogom prismotrom. Dillinger saznaje kako mu suradnici Franka Nittija sada ne žele pomoći; Dillingerovi zločini motiviraju vladu SAD-a da počne procesuirati međudržavni kriminal, što ugrožava Nittijev unosni kladioničarski reket.
Dillinger se kasnije u kinu sastaje s još jednim pljačkašem banaka Tommyjem Carrollom; s njim je i Ed Shouse, koji se želi ponovno pridružiti bandi. Carroll nagovara Dillingera na pljačku banke u Sioux Fallsu, obećavši mu veliki plijen. Iako je u posao uključen i Baby Face Nelson kojeg ne podnosi, Dillinger pristaje. Događa se pucnjava (koju je izazvao Nelson ustrijelivši policajca ispred banke) u kojoj Dillinger biva pogođen u ruku; Carroll biva ustrijeljen i ostavljen smatran mrtvim. Povlače se u Nelsonovo skrovište u divljini u Manitowish Watersu; banda se razočara kad otkrije kako su ugrabili samo dio onoga što su očekivali. Dillinger se nada kako iz zatvora može izvući ostatak svoje bande, uključujući Pierponta i Makleyja, ali mu Red kaže kako je to teško izvedivo.
Purvis i njegovi ljudi privode Carrolla (koji je još živ) te ga podvrgnu mučenju kako bi otkrili lokaciju ostatka bande. Stižu u Little Bohemiu, a Purvis organizira neuspjelu zasjedu, u kojoj u razmjeni vatre stradava nekoliko civila. Dillinger i Red odvoje se od Nelsona i ostatka bande. Agenti Winstead i Hurt daju se u potjeru za Dillingerom i Hamiltonom kroz šumu pješke, natjeravši ih na pucnjavu u kojoj Red smrtno stradava. Pokušavajući pobjeći, Nelson, Shouse i Homer Van Meter otimaju FBI-ev automobil, ubivši pritom nekoliko agenata, uključujući Purvisova partnera Cartera Bauma. Nakon automobilske potjere, Purvis i njegovi ljudi ubijaju Nelsona te ostatak bande. Malo dalje niz cestu, Dillinger i Hamilton ukradu farmerov auto i uspijevaju pobjeći; Hamilton umire kasnije te noći.
Dillinger se uspijeva naći s Frechette, rekavši joj da namjerava obaviti posljednji posao iz kojeg će izvući dovoljno novca za njihov zajednički bijeg. Međutim, Dillinger je ostavlja u hotelu za koji misli da će u njemu biti sigurna i bespomoćno gleda kako je uhićuju agenti FBI-a. Ispitivač, brutalni agent Harold Reinecke teško pretuče Frechette ne bi li saznao gdje se nalazi Dillinger, ali ona odbija progovoriti, narugavši im se kako su ga propustili uhvatiti u hotelu, te da će se Dillingerov bijes još više povećati kad čuje njezin tretman; stižu Purvis i Winstead i bijesno prekinu nasilno policijsko ispitivanje. U međuvremenu, Dillinger se sastaje s Alvinom Karpisom, koji pokušava nagovoriti nezainteresiranog Dillingera na pljačku vlaka. Dillinger preko svojeg odvjetnika dobiva poruku od Billie koja mu poručuje da je ne pokušava izvući iz zatvora.
Preko korumpiranog policajca Zarkovicha, Purvis angažira pomoć svodnice i Dillingerove suradnice Anne Sage, zaprijetivši joj deportacijom u slučaju nesuradnje. Ona pristaje smjestiti Dillingeru, koji se skriva kod nje.
Iste večeri Dillinger i Sage odlaze u kino gledati film s Clarkom Gableom Manhattan Melodrama. Nakon što je film završio, Dillinger i žene izlaze dok Purvis ulazi. Dillinger opazi policiju (posebno Reineckea, čovjeka koji je pretukao njegovu djevojku), ali ga nekoliko puta ustrijele prije nego što je uspio izvući pištolj na policajca koji je naudio Frechette. Agent Winstead, koji je ispalio smrtnosni hitac, sluša Dillingerove posljednje riječi. Purvis odlazi obavjestiti Hoovera da je Dillinger mrtav.
Winstead se kasnije u zatvoru sastaje s Frechette. Kaže joj kako su Dillingerove posljednje riječi bile, "Kaži Billie za mene, 'Bye bye Blackbird'." Tekst na kraju filma otkriva kako je Melvin Purvis napustio FBI ubrzo nakon toga i 1960. počinio samoubojstvo, te da je Billie, nakon puštanja iz zatvora 1936., ostatak života provela u Wisconsinu.

## Glumci
- Johnny Depp kao John Dillinger: američki pljačkaš banaka čiji su pothvati punili novinske stupce tijekom tzv. "ere državnih neprijatelja", između 1931. i 1934.
- Christian Bale kao Melvin Purvis: agent FBI-a izabran od strane J. Edgara Hoovera da predvodi lov na Dillingera.[1]
- Marion Cotillard kao Billie Frechette: Dillingerova djevojka garderobijerka.
- Giovanni Ribisi kao Alvin Karpis: zloglasni američki kriminalac poznat po suradnji s bandom Barker. On je bio posljednji ulovljeni "državni neprijatelj".[2]
- Stephen Graham kao Baby Face Nelson[3]: pljačkaš banaka koji je svoj nadimak stekao zbog mladolikog izgleda i sitne građe. Nakon Dillingerove smrti u srpnju 1934., Nelson je postao državni neprijatelj broj jedan.
- Stephen Lang kao Charles Winstead: vođa Teksaških rendžera koji se pridružio lovu na Dillingera i njegovu bandu. Winstead je prije toga bio uključen u lov na Bonnie i Clydea i Machine Gun Kellyja. Stephen Lang prethodno je surađivao s Mannom na Lovcu na ljude.
- Stephen Dorff kao Homer Van Meter: kriminalac i pljačkaš banaka aktivan početkom 20. stoljeća, najpoznatiji po suradnji s Dillingerom i Baby Face Nelsonom.[2]
- Billy Crudup kao J. Edgar Hoover: direktor FBI-a.
- Leelee Sobieski kao Polly Hamilton: Dillingerova posljednja djevojka, nesvjesna njegova identiteta.
- Jason Clarke kao John "Red" Hamilton: kanadski kriminalac i pljačkaš banaka aktivan početkom 20. stoljeća, najpoznatiji kao Dillingerov suradnik.[2]
- Rory Cochrane kao Carter Baum: partner Melvina Purvisa.
- Bill Camp kao Frank Nitti: desna ruka Ala Caponea i podšef čikaške mafije.[4]
- David Wenham kao Harry Pierpont: član Dillingerove ekipe i Dillingerov prijatelj i mentor.[3]
- Richard Short kao Samuel P. Cowley: agent FBI-a koji je ubio Baby Face Nelsona, ali je smrtnosono ranjen u pucnjavi u Barringtonu.
- Christian Stolte kao Charles Makley: Dillingerov suradnik koji ga je 1933. izvukao iz zatvora. Krajem te godine, Makley je rangiran kao četvrti na popisu državnih neprijatelja Illinoisa, iza Dillingera, Pierponta i Hamiltona.
- Channing Tatum kao Pretty Boy Floyd: američki pljačkaš banaka i navodni ubojica, navodni uključen u masakr u Kansas Cityju koji je pokrenuo "Rat protiv kriminala".[2]
- Emilie de Ravin kao Anna Patzke: bankovni blagajnik kojeg je Dillinger uzeo za taoca i kasnije pustio.
- Shawn Hatosy kao John Madala: agent FBI-a koji je pomogao uhvatiti Ma Barker.
- Branka Katić kao Anna Sage: "Dama u crvenom" koja je u vrijeme njegova ubojstva bila u vezi s Dillingerom.
- Don Frye kao Clarence Hurt: Teksaški rendžer. Frye je prethodno surađivao s Mannom na Porocima Miamija.
- James Russo kao Walter Dietrich: čovjek kojeg je Dillinger upoznao dok je bio u državnom zatvoru u Indiani u Michigan Cityju. Dillingera i ostale naučio je metode Hermana 'Baruna' K. Lamma, pruskog vojnog časnika koji je postao iznimno uspješan pljačkaš banaka.[5]
- Lili Taylor kao šerif Lillian Holley: šerif u Crown Pointu u Okrugu Lake, gdje je Dillinger bio pritvoren.[6]
- Michael Bentt kao Herbert Youngblood: afroamerički zatvorenik pritvoren zbog ubojstva Augusta Piazze prije Dillingerova dolaska u zatvor u Crown Pointu.

## Pretprodukcija
Gangsteri su temeljeni na knjizi Bryana Burrougha iz 2004., Public Enemies: America's Greatest Crime Wave and the Birth of the FBI, 1933–34. Burrough je počeo istraživati temu s ciljem stvaranja miniserije. Ideju je prihvatio HBO, a Burroughu je dodijeljena titula izvršnog producenta, zajedno s Tribeca Productionsom Roberta De Nira, a od njega je zatraženo da napiše scenarij. Međutim, Burrough nije imao scenarističkog iskustva, te je rekao kako su njegove skice vjerojatno bile "vrlo, vrlo loše. Loše kao Ishtar". Istodobno je počeo pisati knjigu, koju je smatrao lakšom, provevši radeći na njoj dvije godine i izgubivši zanimanje za miniseriju. Burroughova knjiga trebala je biti objavljena u ljeto 2004. te je zatražio da HBO vrati filmska prava. Oni su pristali i nakon što je knjiga objavljena, prava su preprodana produkcijskim kompanijama koje predstavljaju Michaela Manna i Leonarda DiCapria, s tim da je potonji bio zainteresiran za ulogu Johna Dillingera. Burrough se sastao s predstavnikom i zatim se nije čuo s njim tri godine. Glumac je kasnije odustao od projekta kako bi nastupio u Shutter Islandu Martina Scorsesea .
Mann se 2007. ponovno zainteresirao za projekt kojeg je ovaj put financirao Universal Picturesa. Napisao je scenarij s Ronanom Bennettom i Ann Biderman te preuzeo režiju. Burrough je rekao, "nije sto posto povijesno točan. Ali se daleko najbliže približio onome što je Hollywood pokušavao postići, i zato sam uzbuđen te mi je pao kamen sa srca".

## Snimanje
Snimanje je počelo u Columbusu 17. ožujka 2008., a nastavilo se u Chicagu, Jolietu, Lockportu, Oshkoshu, Beaveru, Milwaukeeju, Madisonu i nekoliko drugih mjesta u Wisconsinu sve do kraja lipnja 2008., uključujući Little Bohemia Lodge u Manitowish Watersu, stvarnoj lokaciji vatrenog obračuna iz 1934. između Dillingera i FBI-a. Neki dijelovi filma snimljeni su u Crown Pointu, gradu gdje je Dillinger bio pritvoren i kasnije pobjegao. Stvarni Studebaker iz 1932. kojeg je tijekom pljačke u Greencastleu koristio Dillinger korišten je tijekom snimanja u Columbusu, a posuđen je iz obližnjeg muzeja povijesnih automobilskih atrakcija.
Odluka da se dio filma snima u Wisconsinu donesena je zbog velikog broja visokokvalitetnih povijesnih građevina. Mann, koji je bio student na Sveučilištu Wisconsin–Madison, istraživao je lokacije u Baraboou i Columbusu, ali i kod kolekcionara iz tog grada tražio automobile iz tridesetih. Osim toga, film je snimljen na stvarnim povijesnim lokacijama, uključujući Little Bohemia Lodge, i zatvor Okruga Lake u Crown Pointu u Indiani, gdje je Dillinger izveo svoj najslavniji bijeg kad je i nastala legenda kako je prevario stražare drvenim pištoljem te pobjegao u šerifovu autu. Scene su snimljene na mjestima na koja je običavao zalaziti u Oshkoshi. Sudnica u Darlingtonu lokacija je za scenu suđenja. Scena pljačke banke snimljena je u Povijesnom društvu Okruga Milwaukee, bivšoj banci u Milwaukeeju koja je uvelike zadržala izgled iz vremena kad je nastala.
U travnju 2008. produkcija se preselila u Oshkosh. Snimanje se odvijalo u centru grada i u Zračnoj luci Pioneer, uključujući scene snimljene uz korištenje povijesnog Ford Trimotora u vlasništvu airliner Udruženja eksperimentalnih letjelica. Kasnije tog mjeseca, snimanje je počelo u Little Bohemia Lodgeu. U travnju i svibnju 2008., filmske ekipe snimale su na tlu Ishnale, povijesnog restorana na području Wisconsin Dellsa.
Redatelj Michael Mann odlučio je snimati film u visokoj definiciji umjesto tradicionalnog 35-milimetarskog filma.

## Postprodukcija

### Glazba
Mann je angažirao Elliota Goldnethala da sklada glazbu za film; Goldenthal je radio i na Mannovu filmu iz 1995. Vrućina za što je pohvaljen od struke. Jazz glazbenica Diana Krall pojavljuje se u cameo ulozi pjevajući baladu "Bye Bye Blackbird", dok Dillinger i njegova nova ljubav Billie Frechette plešu prvi ples.

### Font
Mann je angažirao i grafičkog dizajnera Nevillea Brodyja da osmisli novi font koji bi bio korišten u uvodnoj špici filma te bio povezan s reklamnim materijalima. Brody je prethodno surađivao s redateljem na špici za Vrućinu i  Probuđenu savjest. Brody je osmislio font kojeg je nazvao New Deal. Njegov zadatak je bio stvoriti nešto što bi evociralo eru Depresije u kojoj je smješten. Brody i njegova ekipa inspiraciju su pronašli u stilovima sovjetskog konstruktivizma, pogramu New Deal te u materijalima Works Progress Administrationa. Konačni dizajn izabran je i redefiniran iz više od 300 opcija. Prema Brodyjevim riječima, font je "čvrst, evidentno muževan i nepokretan".

## Kritike
Film je naišao na uglavnom pozitivne recenzije kritike. Prema podacima od 21. listopada 2009., film na Rotten Tomatoesu od ukupno 235 pregledanih recenzija ima 67 posto pozitivnih uz prosječnu ocjenu 6,4/10. Na Metacriticu drži rezultat od 70 posto pozitivnih recenzija što sugerira "općenito pozitivne recenzije". Rob James iz Total Filma ocijenio je film s 4/4 zvjezdice, rekavši: "Ovaj kriminalistički triler prepun superzvijezda dolazi kao nešto iznenađujuće, fascinantno i tehnički zasljepljujuće". Većina je kritičara hvalila glumačke izvedbe, posebno Deppovu u ulozi Dillingera. Roger Ebert, koji mu je dao 3,5/4 zvjezdice, ustvrdio je: "Ova izvedba Johnnyja Deppa nešto je sasvim drugačije. Konačno se čini kako glumac koji igra gangstera svoju izvedbu ne temelji na filmovima koje je gledao. On počinje hladno. Igra Dillingera kao Činjenicu". Hvaljena je i izvedba Billyja Crudupa, a Todd McCarthy iz Varietyja nazvao ju je "razoružavajuće dobrom". Kritičari su hvalili i fotografiju i akcijske sekvence. Manohla Dargis iz The New York Timesa rekla je kako su "Gangsteri Michaela Manna neizbrisivo remek djelo. Sniman digitalno u visokoj definiciji od strane redatelja koji mijenja izgled filmova, detaljno oživljava kratko, burno razdoblje u životu Johna Dillingera u kojem je pljačkao banke". Peter Travers iz Rolling Stonea, koji je film ocijenio s 3,5/4 zvjezdice, rekao je: "To je filmski dinamit." Ross Miller iz Movie Worlda dao je filmu 4,5/5 zvjezdica, te ga nazvao "kompetentnim, zadovoljajućim ostvarenjem koje odzvanja istinitošću i osjeća se stvarnim od početka do kraja".
Nekim se kritičarima film nije svidio. Liam Lacey je napisao kako filmu nedostaju "slike ekonomske bijede koja je Dillingera učinila narodnim junakom" te dodao kako je "najveći zločin ovdje način na koji Mann, pokušavajući napraviti previše, sam sebi otima veliku priliku". Slično razmišljanje dijelio je Richard Corliss iz Timea koji je ustvrdio kako naglasak filma na dokumentiranje događaja nije ostavio dovoljno mjesta "dragocjenom dramskom začinu".

## Povijesne netočnosti
Iako je film bio hvaljen zbog posvećivanja pozornosti detaljnosti u pogledu perioda u kojem se film odvija i općoj točnosti, u njemu se u nekoliko slučajeva suprotstavljaju umjetnička sloboda i povijesne činjenice:
- Iako je Dillingerov niz pljački banaka nakon njegova puštanja iz zatvora u Michigan Cityju financirao mito potreban da se u zatvor unese oružje, Dillinger nije bio prisutan tijekom bijega iz zatvora; on je u to vrijeme bio u zatvoru u Limi. Osim toga, tijekom bijega u Michigan Cityju nitko nije ubijen, dok je šerif Jesse Sarber ubijen tijekom bijega u Limi.
- Dillinger je umro (22. srpnja 1934.) prije Pretty Boy Floyda (22. listopada 1934.) i Baby Face Nelsona (27. studenog 1934.). Ostali članovi bande i suradnici ubijeni u filmu, uključujući Waltera Dietricha, Eda Shousea i Homera Van Metera, također su nadživjeli Dillingera.
- Ostaje nepoznato je li Purvis stvarno ubio Floyda, iako je bio naoružan samo pištoljem Colt M1911, a ne puškom Mauser kao što je to prikazano u filmu. Purvis, četiri druga agenta FBI-a i nekoliko policajaca iz East Liverpoola, naoružani raznim oružjem (pištoljima, sačmaricama i mitraljezom), ispalili su nekoliko rafala prema Floydu, pogodivši ga bar dvaput; zbog toga nije potpuno jasno tko je ustrijelio Floyda. Stvarne okolnosti Floydove smrti još uvijek su kontroverzna tema, s tim da je policajac iz East Liverpoola Chester Smith optužio jednog od Purvisovih ljudi da je ubio Floyda nakon što je ovaj već bio ranjen, dok su agenti FBI-a koji su bili prisutni događaju demantirali optužbe, tvrdeći kako je ovaj već bio kobno ranjen i umro od posljedica ranjavanja.
- Saslušanje s Hooverom i senatorom Kennethom McKellarom iz Tennesseeja zapravo se odigralo nekoliko godina nakon događaja prikazanih u filmu.
- Hoover je već bio proglasio "rat protiv kriminala" prije nego što je Dillinger stekao nacionalnu pozornost; povod za proglašavanje rata, uz otmice nasljednika Williama Hamma od strane bande Barker-Karpis (što se spominje u filmu) i naftnog tajkuna Edwarda Urschella od strane Georgea "Machine Gun" Kellyja, bio je masakr od 17. srpnja 1933. u Kansas Cityju kad su ubijena četiri agenta FBI-a i policajca, u koji je navodno bio umiješan Pretty Boy Floyd.
- Homer Van Meter i Harry Pierpont prikazani su kako zajedno sudjeluju u nekoliko pljački banaka, dok su se u stvarnosti dvojica mrzila i nikad nisu surađivali.
- Film prikazuje Purvisa kako zove teksaške "kauboje" nakon (izmišljene) propale zasjede na Nelsona, što se susreće s prigovorima Hoovera nevoljkog na takav potez. U stvarnosti, Winstead i njegovi ljudi došli su u Chicago nakon Little Bohemie i Hooverova poticaja; Hoover je Purvisa smatrao nekompetentnim, a kasnije će se sukobiti s njim zbog pozornosti koju je Purvis stekao nakon ubojstava Dillingera i Floyda.
- Purvis u vrijeme Little Bohemie više nije bio voditelj istrage u Dillingerovu slučaju; specijalni agent Sam Cowley naslijedio ga je po Hooverovim zapovijedima. Cowley je jedini manji lik u filmu kojeg u Little Bohemiji ubija Nelson.
- Banda je nekoliko dana odsjela u Little Bohemiji kad su stigli Purvis i njegovi ljudi; u filmu su prikazani kako su ondje odsjeli na jednu noć nakon pljačke.
- Zasjeda u Little Bohemiji bila je veliki fijasko, za razliku od prikaza u filmu gdje su ubijeni svi Dillingerovi suradnici. Dillinger i njegovi ljudi iskrali su se straga nakon što je FBI zapucao na radnike koji su napuštali nastambu; Nelson je zapravo bio jedini član bande koji se upustio u obračun s Purvisovim ljudima, a nitko od gangstera nije ubijen.
- Tommy Carroll (u filmu prikazan kako je ranjen i zarobljen nakon pljačke u Sioux Fallsu) bio je s Dillingerom u Little Bohemiji, a ubijen je dva mjeseca kasnije; Ed Shouse, prikazan kao prisutan (i ubijen) u Little Bohemiji, u to je vrijeme bio u zatvoru.
- Purvis nije ustrijelio Nelsona te nije bio prisutan kad je on ubijen. Nelson je poginuo u obračunu u Barringtonu u Illinoisu s agentima Hollisom i Cowleyjem, koji su poginuli od Nelsonovih hitaca.
- Alvin Karpis nije ni upoznao Dillingera (iako je Nelson prilično dobro poznavao, a njegovi su partneri Doc Barker i Volney Davis pomogli zakopati Hamiltona) te ga nije pitao da se pridruži bandi Barker-Karpis.
- Billie je zapravo uhićena prije Little Bohemije, ne poslije kao što je prikazano u filmu, iako je scena s druge strane iznimno vjerodostojna.
- Anna Sage, Dillingerova izdajnica, nije poznavala Dillingera preko godinu dana niti je bila njegova dobra prijateljica kao što je prikazano u filmu.
- Polly Hamilton, djevojka s kojom ide u kino u posljednjoj sceni filma, bila je zapravo Dillingerova ljubavnica, iako film prikazuje Billie Frechette kao njegovu jedinu ljubav.

## Vanjske poveznice
- Službena stranica
- Gangsteri u internetskoj bazi filmova IMDb-a
- Gangsteri na Rotten Tomatoes
- Gangsteri na Box Office Mojo